# ناحية بني هاشم
ناحية بني هاشم أو ناحية الرافعي هي إحدى النواحي التابعة لقضاء الكحلاء في محافظة ميسان في العراق إذ انها تقع في الجهة الجنوبية الشرقية لقضاء الكحلاء وتبعد عن القضاء بحدود 17 كم وعن العمارة مركز المحافظة 45 كم وتبلغ مساحة مركز الناحية 47 كم2 أسست في عام 1973 م وتم في عام 2004 تغيير اسمها من ناحية الرافعي إلى ناحية بني هاشم.

## الحدود الادارية
يحد الناحية من الجنوب نهر الكحلاء الشرقي والعديل اما من الشمال تحدها ناحية المشرح اما من الجنوب والغرب قضاء الكحلاء ومن الشرق إيران.

## السكان
تضم الناحية حوالي 21 قرية ترتبط كلها بمركز الناحية ويقدر حجم السكان من المناطق الحضرية والريفية بحدود 22000 الف نسمة حيث يشكل سكان مركز الناحية حوالي 4000 الالف نسمة اما عدد العوائل فيقدر ب(500) عائلة هناك ثلاث احياء في مركز الناحية وهي حي الزهور وحي الرسول وحي الامام الهادي ويبلغ عدد الدور السكنية ب 300 دار مبنية من الطابوق والطين والقصب.